# Veranti Motor Company

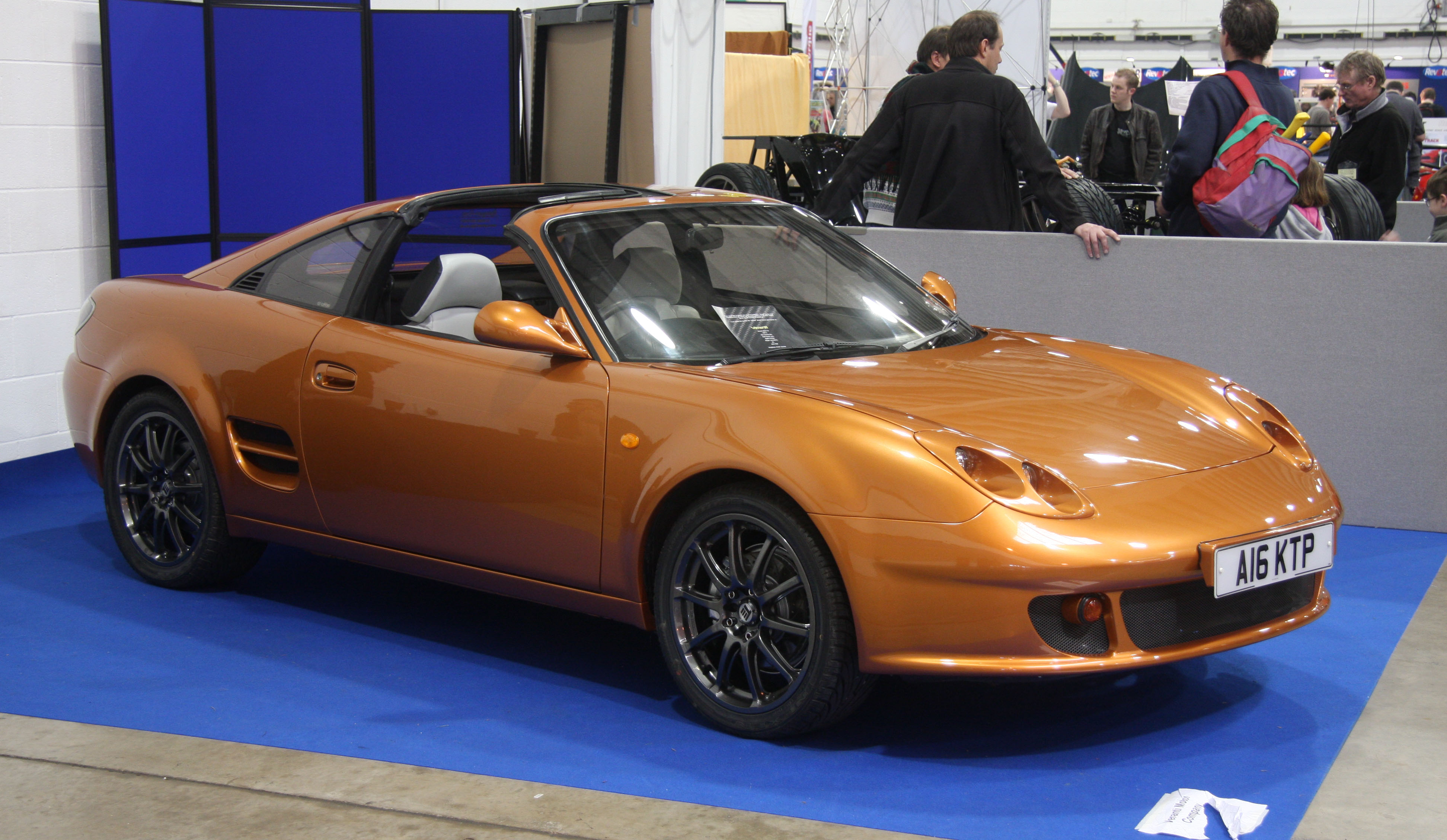
Veranti Coupé

Veranti Motor Company war ein britischer Hersteller von Automobilen.

## Unternehmensgeschichte
John Barlow, der auch die Regent Motor Company leitete, gründete 2003 das Unternehmen in Wigan in der Grafschaft Greater Manchester. Er begann mit der Produktion von Automobilen und Kits. Der Markenname lautete Veranti. 2008 endete die Produktion. Insgesamt entstanden etwa 43 Exemplare.
Die am 28. März 2012 gegründete Veranti Motor Company Limited aus Hallow bei Worcester in Worcestershire unter Leitung von Neil Roger Sysum und Helen Louise Sysum ist im Besitz der Markenrechte.

## Fahrzeuge
Das erste Modell war der Convertible. Dies war ein offenes Fahrzeug. Die Basis bildete der Toyota MR 2. Von diesem Modell entstanden etwa 40 Fahrzeuge.
2008 ergänzte das Coupé das Sortiment. Es war die geschlossene Variante und fand etwa drei Käufer.